# 탕펑

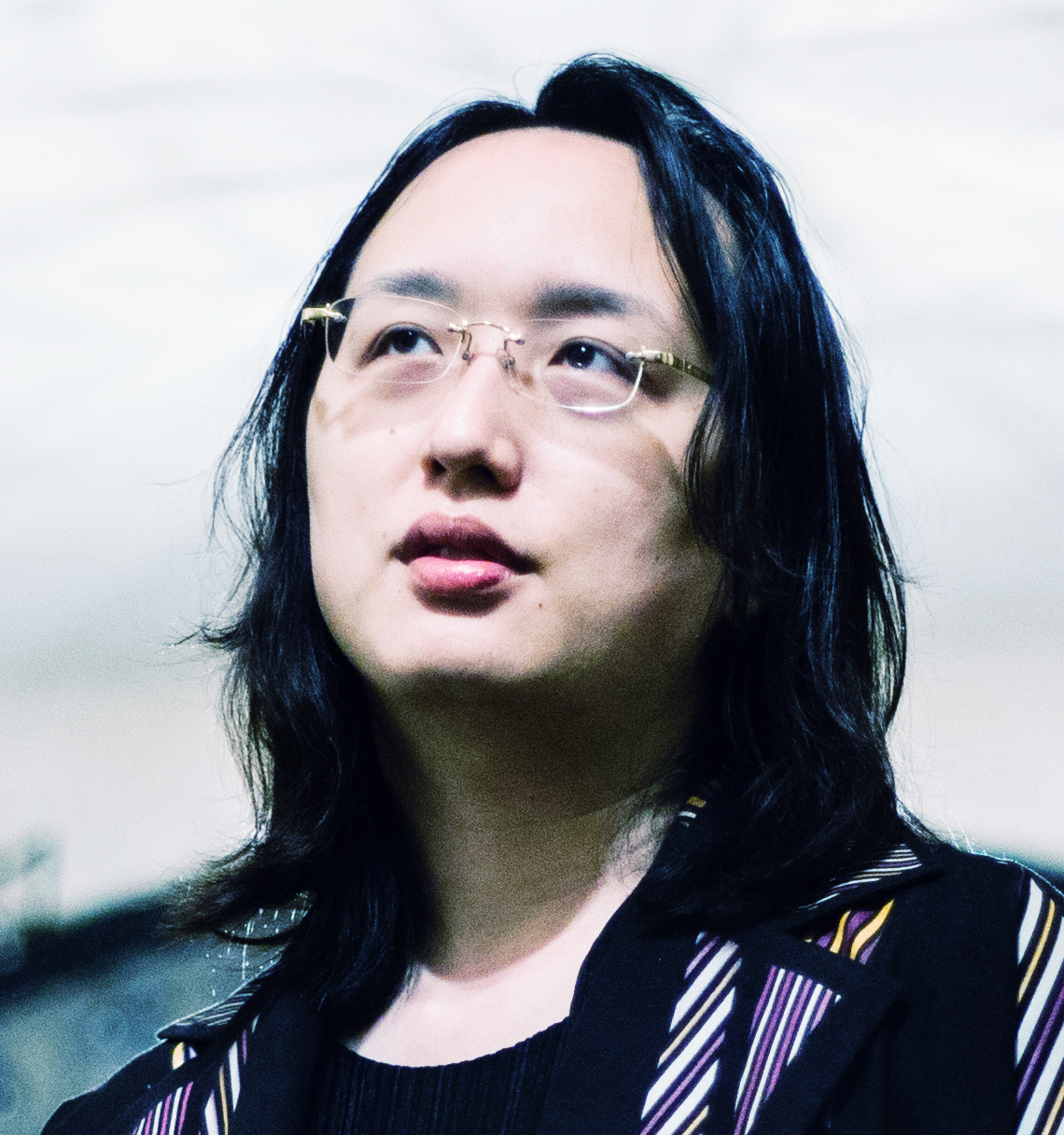
오드리 탕 (탕펑)

오드리 탕(Audrey Tang, 타이완 이름은 탕펑(중국어 정체자: 唐鳳, 간체자: 唐凤, 병음: Táng Fèng, 1981년 4월 18일 ~ )),원래 이름 오우트리주스 탕(Autrijus Tang, 타이완 이름은 탕종한(중국어 정체자: 唐宗漢, 간체자: 唐宗汉, 병음: Táng Zōnghàn)), 은 타이완의 자유 소프트웨어 프로그래머이다. 2016년 8월, 탕은 중화민국 행정원의 무임소정무위원에 임명되었다. 디지털 관련 사무를 담당할 예정이다. 타이완 컴퓨터의 10대 거인 가운데 한 명으로 기술된다.

## 생애
탕펑은 1981년 중화민국 타이베이에서 태어났다. 탕의 아버지는 탕쾅화(唐光華), 어머니는 리야칭(李雅卿)이다. 탕은 12세때부터 펄 프로그래밍 언어를 배우기 시작하며 컴퓨터에 초기 관심을 보였다. 2년 후 학생 생활에 적응하지 못하고 고등학교를 그만두었다. 이후 타이완 최초의 온라인 경매 사이트 CoolBid, 타이완 최초의 소셜 미디어 사이트 CyberEye를 동료들과 함께 개발했다. 또한 그녀는 메타 검색 엔진 및 데스크탑 검색 엔진 FusionSearch 을 개발하여 타이완 인터넷 사용자들의 인기를 얻기도 했다. 그의 나이 19세인 2000년에 탕은 이미 여러 소프트웨어 기업의 지위를 차지하였으며, 캘리포니아의 실리콘 밸리에서 기업가로 일하였다.

## 자유 소프트웨어 기여
탕은 펄 6 언어를 구현하기 위한 하스켈과 펄 커뮤니티의 공동의 노고의 하나인 퍽스 프로젝트를 시작, 주도한 인물로 잘 알려져 있다. 그녀는 SVK, 리퀘스트 트래커, 슬래시와 같은 여러 자유 소프트웨어 프로그램, 또 다양한 오픈 소스 관련 서적의 중국어 정체 번역을 주도한 것 등에 대한 국제화와 지역화에 기여를 하기도 했다.

## 같이 보기
- 페트라 더쉬터르